# Cryptocellus fagei
Espèce
Cryptocellus fagei est une espèce de ricinules de la famille des Ricinoididae.

## Distribution
Cette espèce est endémique du Costa Rica. Elle se rencontre vers Golfito.

## Description
Le mâle holotype mesure 5,30 mm.

## Étymologie
Cette espèce est nommée en l'honneur de Louis Fage.

## Systématique et taxinomie
La femelle décrite par Cooke et Shadab en 1973 appartient en fait à Cryptocellus centralis.

## Publication originale
- Cooke & Shadab, 1973 : New and little known Ricinuleids of the genus Cryptocellus (Arachnida, Ricinulei). American Museum Novitates, no 2530, p. 1-25 (texte intégral).